# The Walking Dead: The Ones Who Live
The Walking Dead: The Ones Who Live è una miniserie televisiva statunitense del 2024 ideata da Scott M. Gimple, Danai Gurira e Andrew Lincoln.
Sesto spin-off del franchise The Walking Dead e il terzo sequel della serie televisiva, vede Andrew Lincoln, Danai Gurira e Pollyanna McIntosh riprendere i loro ruoli. La miniserie ha debuttato il 25 febbraio 2024 su AMC.

## Personaggi e interpreti

### Principali
- Rick Grimes, interpretato da Andrew Lincoln, doppiato da Christian Iansante.
Ex vice sceriffo di King County, Georgia ed ex leader di Alexandria che si presumeva fosse morto.
- Michonne, interpretata da Danai Gurira, doppiata da Laura Lenghi.
Ex comandante di Alexandria, abile con la katana, e moglie di Rick che ha lasciato il suo gruppo per rintracciarlo.
- Jadis Stokes / Anne, interpretata da Pollyanna McIntosh, doppiata da Federica De Bortoli.
Sottufficiale superiore dell'esercito della Civica Repubblica Militare che scompare insieme a Rick su un elicottero della CRM.

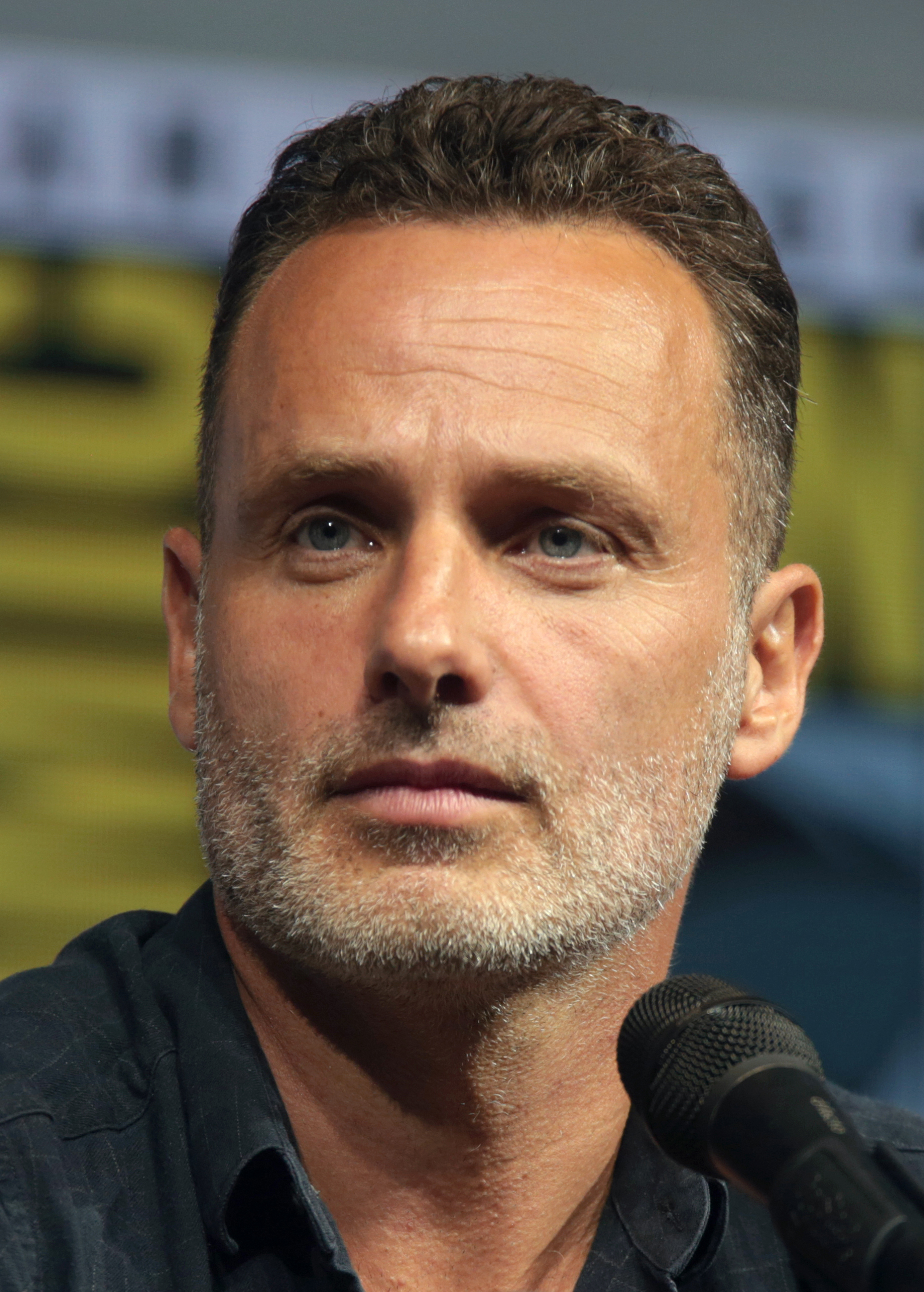
Andrew Lincoln
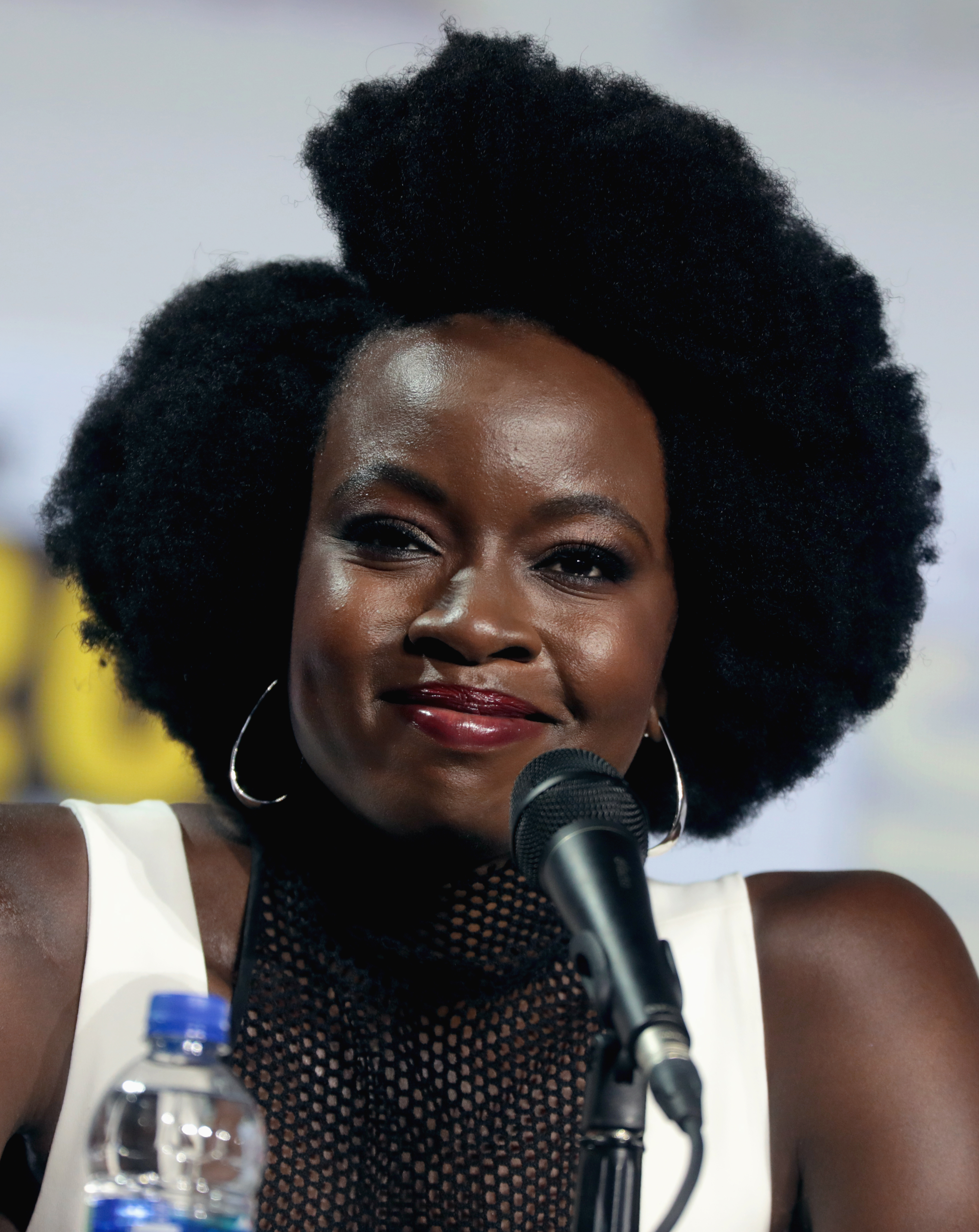
Danai Gurira
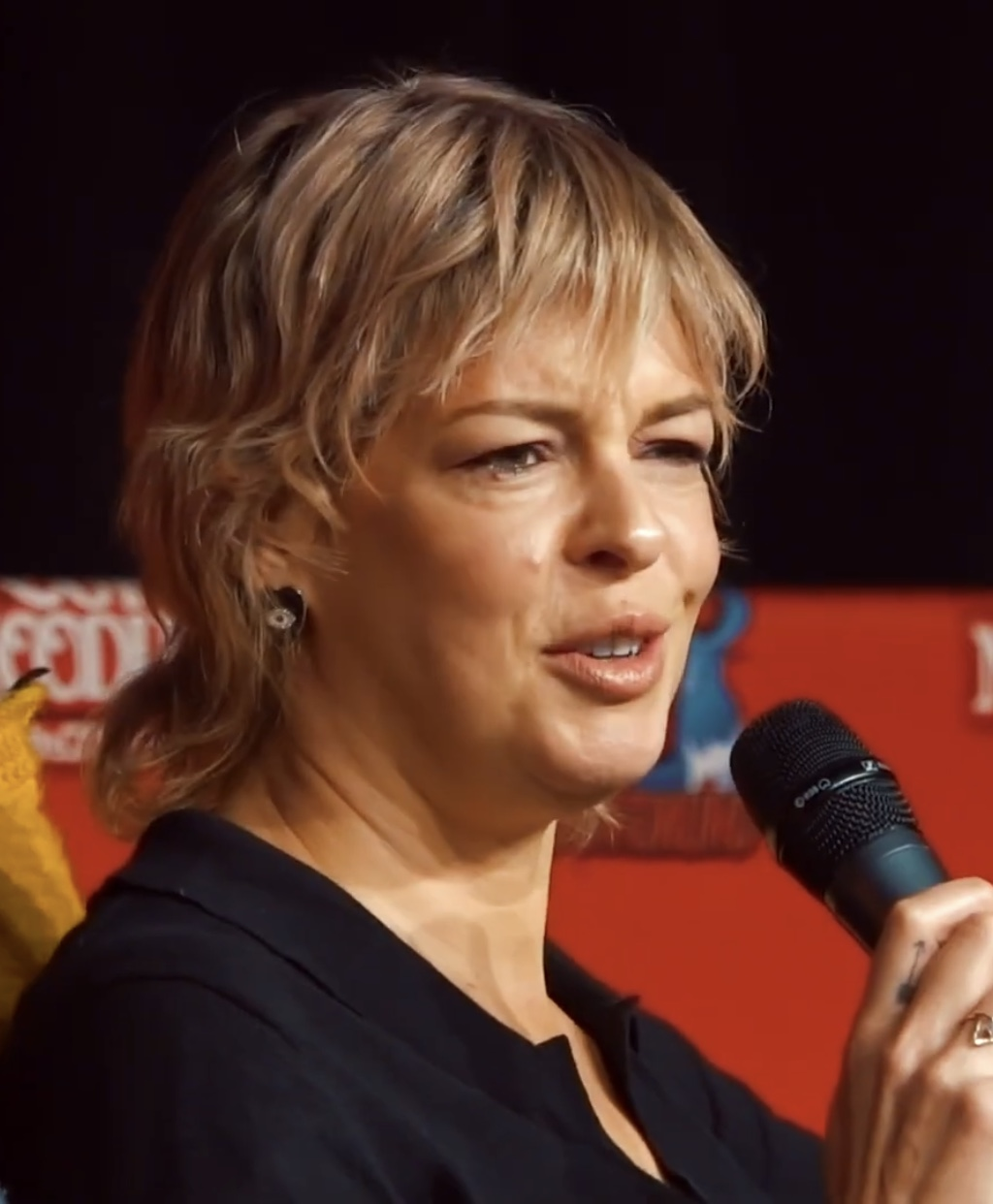
Pollyanna McIntosh

### Ricorrenti
- Johnathan Beale, interpretato da Terry O'Quinn, doppiato da Rodolfo Bianchi.
Maggior generale della Civica Repubblica Militare ed ex aiutante generale della guardia nazionale della Pennsylvania.
- Pearl Thorne, interpretata da Lesley-Ann Brandt, doppiata da Francesca Fiorentini.
Ex marinaia della marina sudafricana e designata che si arruola nel CRM e ben presto sale i ranghi fino ad essere nominata sergente maggiore capo da Beale.

### Guest star
- Donald Okafor, interpretato da Craig Tate, doppiato da Raffaele Carpentieri.
Tenente colonnello del CRM ed ex marine che recluta e addestra Rick e Pearl.
- Esteban Garcia, interpretato da Frankie Quiñones, doppiato da Gianluca Crisafi.
Amico di Rick e designato che sta per assumere il ruolo di vice direttore dell'acqua e dell'energia del settore tre.
- Nat, interpretato da Matthew Jeffers, doppiato da Gabriele Vender.
Ingegnere del gruppo di Elle ed esperto di esplosivi.
- Aiden, interpretata da Breeda Wool, doppiata da Sabrina Duranti.
Moglie di Bailey incinta del loro figlio.
- Bailey, interpretato da Andrew Bachelor, doppiato da Diego Gallo.
Marito di Aiden, salvato da Michonne da un'orda di vaganti.
- Elle, interpretata da Erin Anderson.
Sorella di Aiden e guida di un grande convoglio che cerca di reclutare Michonne.
- Benjiro, interpretato da Julian Cihi.
Artista che incide ritratti di persone su vecchi televisori e cellulari, tra cui Michonne e Judith per Rick.
- Cleo Clifton, interpretata da Tessa Slovis, doppiata da Gemma Donati.
Nuova designata che lavora insieme a Michonne alle recinzioni.
- Padre Gabriel Stokes, interpretato da Seth Gilliam, doppiato da Fabrizio Vidale.
Sacerdote di Alexandria ed ex amante di Jadis.
- Red, interpretato da Ben Dickey.
Leader di un trio di crudeli sopravvissuti che Rick e Michonne incrociano nello Yellowstone.
- Dalton, interpretato da Will Brill.
Fratello minore di Red.
- Tina, interpretata da Han Van Sciver.
Sorella minore di Red.
- Judith Grimes, interpretata da Cailey Fleming.
Figlia di Lori e Shane Walsh, adottata da Rick e Michonne.
- Rick "R.J." Grimes Jr, interpretato da Antony Azor.
Figlio di Rick e Michonne.

## Produzione

### Sviluppo
La miniserie è stata annunciata nel luglio 2022 da Scott M. Gimple, Andrew Lincoln e Danai Gurira al San Diego Comic-Con. Lincoln e Gurira hanno firmato per riprendere i loro rispettivi ruoli dalla serie televisiva. Originariamente creata come il primo lungometraggio del franchise, la serie consiste in sei episodi e inizialmente era intitolata The Walking Dead: Rick & Michonne fino all'aprile 2023, ma è stata rinominata The Walking Dead: The Ones Who Live nel luglio seguente.

### Sceneggiatura
La miniserie è stata creata da Gimple e Gurira, anche in veste di sceneggiatrice, con Gimple come showrunner. La storia prosegue dal finale di serie di The Walking Dead, il quale presenta il ritorno di Rick e Michonne.

### Riprese
La lavorazione è iniziata il 15 febbraio 2023 nel New Jersey ed è terminata il 29 maggio seguente con il titolo di lavorazione Summit. Pollyanna McIntosh è stata avvistata durante le riprese sul set nel marzo 2023. Riprese aggiuntive sono state effettuate durante lo sciopero degli sceneggiatori grazie ad un accordo tra AMC e SAG-AFTRA.

## Distribuzione
La miniserie è stata trasmessa su AMC dal 25 febbraio al 31 marzo 2024. In Italia è andata in onda su Sky Atlantic il 30 dicembre 2024.

### Edizione italiana
La direzione del doppiaggio è a cura di Roberto Gammino, su dialoghi di Emanuela D'Amico, per conto di CDC Sefit Group.

## Accoglienza
La miniserie ha ricevuto recensioni positive dalla critica. Rotten Tomatoes riporta l'88% delle recensioni professionali positive, con un voto medio di 8,15 su 10 basato su 54 critiche. Il consenso critico del sito web indica: «Uno spin-off di Walking Dead che compensa passato e presente senza risparmiare sulla portata del blockbuster, The Ones Who Live è una continua sorpresa per gli appassionati di lunga data.» Metacritic, invece, ha assegnato un punteggio di 61 su 100 basato su 13 recensioni, indicando "recensioni generalmente favorevoli".

## Riconoscimenti
- 2025 – Saturn Award[17][18]
  - Miglior presentazione televisiva
  - Candidatura al miglior attore in una serie televisiva a Andrew Lincoln
  - Candidatura alla miglior attrice in una serie televisiva a Danai Gurira
  - Candidatura alla miglior attrice non protagonista in una serie televisiva a Pollyanna McIntosh
  - Candidatura alla miglior guest star in una serie televisiva a Matthew Jeffers